# ایزکوت
ایزکوت (به انگلیسی: Iskut) یک منطقهٔ مسکونی در کانادا است که در بریتیش کلمبیا واقع شده‌است.